# Patrimonio Cultural Inmaterial en Chile

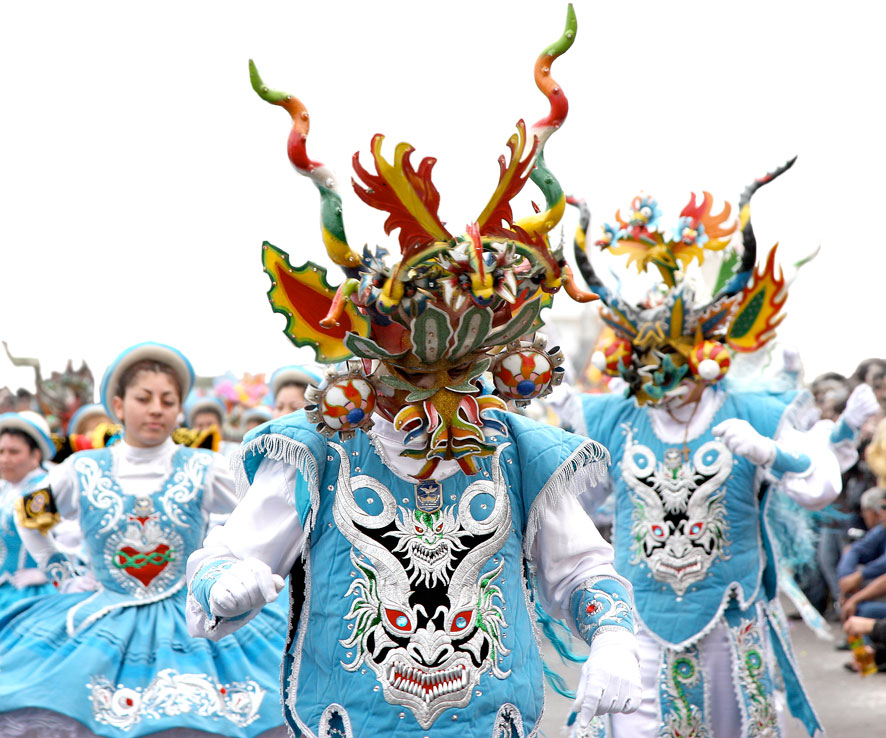
Bailes de celebración de la Fiesta de La Tirana, cuya práctica es parte del patrimonio cultural inmaterial de Chile

El Patrimonio cultural inmaterial en Chile hace referencia a las formas que toma el patrimonio cultural no tangible en el territorio chileno. El concepto fue definido en 2003 en la Convención para la salvaguardia del patrimonio cultural inmaterial de Unesco celebrada en París, y que Chile ratificó en 2009. En esa instancia se acordaron tanto la definición del patrimonio cultural inmaterial (PCI), como una serie de acciones y compromisos de los estados para identificar, promover y salvaguardar dicho patrimonio.

## Historia e institucionalidad
Chile suscribió a la convención de la Unesco sobre PCI en 2008, durante el primer gobierno de Michelle Bachelet; esto fue ratificado por el Congreso Nacional en enero de 2009, a través del decreto N.º 11 del Ministerio de Relaciones Exteriores.
Hasta antes de la ratificación de la convención, la institución estatal encargada de promover el PCI era el Área de Patrimonio Inmaterial del Departamento de Ciudadanía del entonces Consejo de la Cultura y las Artes (CNCA), que fue creada en 2006.
Desde 2009, el CNCA fue el organismo encargado de dar cumplimiento a la convención y de ser contraparte ante la Unesco, primero a través del Departamento de Ciudadanía, y luego a través del Departamento de Patrimonio Cultural, del cual dependía la Unidad de Patrimonio Inmaterial y que se creó en 2016.
Otras instituciones como el Consejo de Monumentos Nacionales, la ex DIBAM o el Ministerio de Educación también realizaban acciones en favor de la salvaguardia del patrimonio cultural inmaterial en Chile, aunque esto no formaba parte de sus responsabilidades formales.

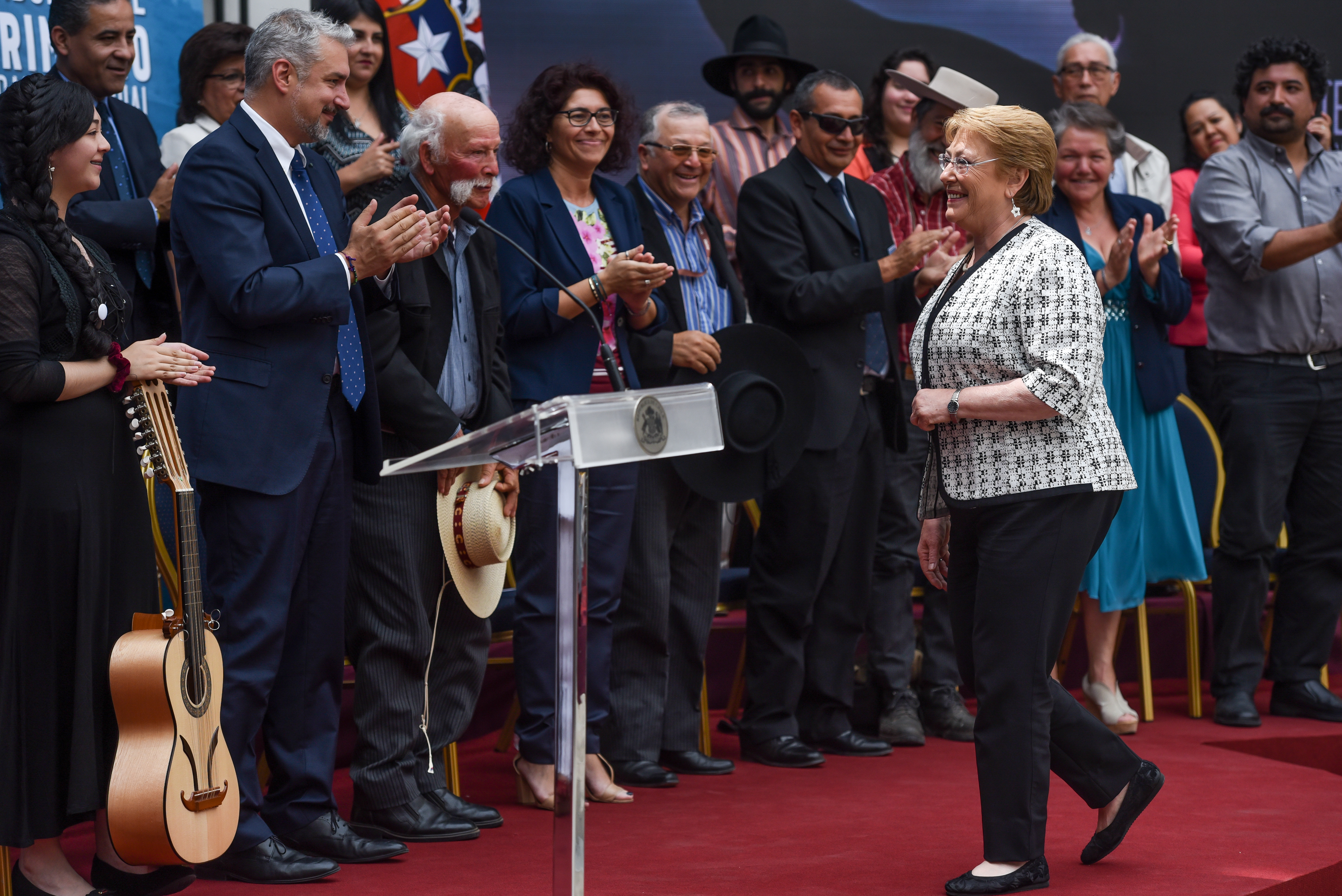
La presidenta Michelle Bachelet (2014-2018) con el entonces ministro presidente del Consejo Nacional de la Cultura y las Artes, Ernesto Ottone y la Familia Madariaga en la ceremonia de nombramiento de los Tesoros Humanos Vivos (2017)

### Creación del Ministerio de las Culturas, las artes y el patrimonio
La creación del Ministerio de las Culturas, las artes y el patrimonio (Mincap) en 2017 durante el segundo gobierno de Michelle Bachelet, estableció una nueva institucionalidad para el patrimonio cultural inmaterial en Chile, a través de la creación del Servicio Nacional del Patrimonio Cultural (ex DIBAM). Según la ley N.º 21.045 que creó el Mincap, este servicio sería el órgano encargado de “implementar políticas y planes, y diseñar y ejecutar programas destinados a dar cumplimiento a las funciones del Ministerio, en materias relativas al folclor, culturas tradicionales, culturas y patrimonio indígena, patrimonio cultural material e inmaterial; e infraestructura patrimonial, como asimismo, a la participación ciudadana en los procesos de memoria colectiva y definición patrimonial”.
Actualmente, el Servicio Nacional del Patrimonio Cultural (SNPC) cuenta con una Subdirección nacional del patrimonio cultural inmaterial, cuya misión es resguardar el cumplimiento de la convención de la Unesco 2003 y sus principios éticos en Chile y promover la diversidad cultural y el desarrollo territorial. Sus principales acciones son la investigación y el registro de nuevos elementos y la gestión de planes de salvaguardia para el PCI en Chile.

## Principios éticos de la gestión del PCI en Chile
Desde que se ratificó la convención de la Unesco de 2003, la institucionalidad chilena en la materia ha trabajado ciertos principios éticos básicos para la gestión del patrimonio cultural inmaterial en el país. Estos son:
- Ejercicio de derechos consuetudinarios por parte de las comunidades de cultores del patrimonio cultural inmaterial.
- Función primordial en la salvaguardia del patrimonio cultural inmaterial.
- Responsabilidad en el trabajo con cultores de patrimonio cultural inmaterial.
- Comprensión de la naturaleza e identidad colectiva del patrimonio cultural inmaterial.
- Participación.
- Beneficio de las comunidades.
- Equidad.

## Etapas para la denominación como PCI en Chile
Para que una práctica o tradición de Chile sea reconocida como patrimonio cultural inmaterial, las etapas son:
- Realización una solicitud que venga desde la ciudadanía o a nombre de una comunidad.
- Revisión de parte del comité asesor, el que determina si el elemento constituye o no una forma de PCI.
- Realización de una investigación participativa y comunitaria para la identificación de cultores asociados al elemento o la práctica.
- Ingreso del elemento al inventario nacional de PCI.
- Identificación de necesidades de salvaguardia y desarrollo de medidas y planes de acción.

Una vez que se cuenta con el reconocimiento local o nacional, el Estado de Chile podrá proponer ciertos elementos a la Lista representativa del PCI de la humanidad que elabora Unesco.

## Elementos de PCI en Chile reconocidos por la Unesco
Actualmente Chile tiene tres elementos reconocidos por la Unesco como Patrimonio Cultural Inmaterial de la Humanidad:
- Alfarería de Quinchamalí y Santa Cruz de Cuca (2022)[8]
- Baile chino (2014)[9]
- Patrimonio cultural inmaterial de las comunidades Aymaras en Bolivia, Chile y Peru (2009)[10]
- Sistema de ganadería altoandina de camélidos sudamericanos de las provincias de Arica, Parinacota, Tamarugal, El Loa y Copiapó [11]

## Inventario nacional de PCI en Chile

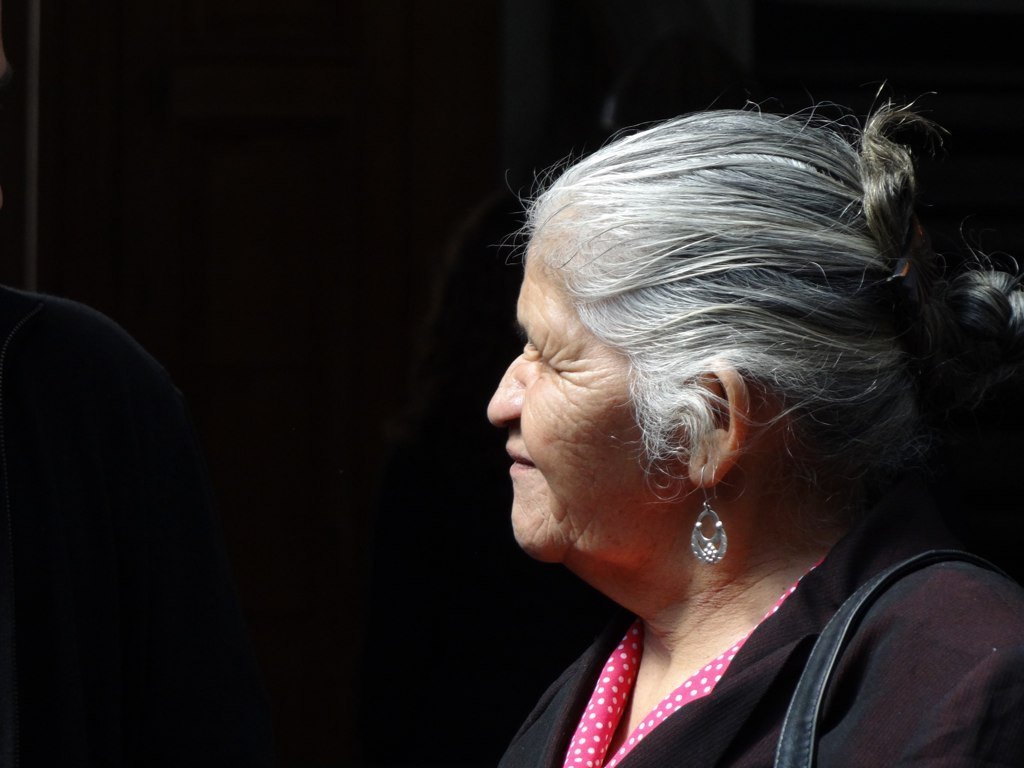
Dominga Neculmán, artesana alfarera mapuche, en la ceremonia de reconocimiento como Tesoro Humano Vivo en el año 2011

El SNPC de Chile cuenta con un inventario que lista y describe 26 diferentes patrimonios culturales inmateriales de las comunidades que habitan el territorio chileno. Cada elemento cuenta con un expediente que da cuenta de una investigación participativa que describe y analiza el estado actual de cada elemento, con la finalidad de generar estrategias de salvaguardia para que estas prácticas y conocimientos se mantengan en el tiempo.
Las categorías de elementos de PCI son:
- Artes del espectáculo
- Conocimientos y usos relacionados con la naturaleza y el universo
- Técnicas artesanales y tradicionales
- Tradiciones y expresiones orales
- Usos sociales, rituales y actos festivos
- Tesoros humanos vivos